# Кладбище советских военнопленных (Кельце)
Кладбище советских военнопленных (пол. Cmentarz jeńców radzieckich) — кладбище, находящееся у подножия горы Телеграф в районе Букувка города Кельце, Польша. На кладбище похоронены советские военнослужащие, погибшие во время Второй мировой войны в лагере для военнопленных, который в то время располагался возле современного кладбища.

## История
Лагерь для советских военнопленных был основан в 1941 году в так называемых Фиялковских казармах, которые располагались в то время в 2 километрах от Кельце. Первые военнопленные были размещены здесь в сентябре 1941 года. Военнопленные во время войны выполняли различные работы, в основном по расчистке дорог от снега в зимнее время, разгрузке вагонов на железнодорожной станции Кельце и заготовке древесины в местных лесах. В среднем в лагере находилось около десяти тысяч человек, среди которых была высокая смертность от эпидемии брюшного тифа, голода и избиений. В лагере проводились массовые экзекуции, во время которых было расстреляно около пятисот человек.
Лагерь для военнопленных возле Кельце просуществовал до лета 1944 года. До этого времени в лагере погибло около 12 тысяч человек, из которых около 11200 человек были захоронены в братских могилах возле современного района Букувка.
В 1959 году кладбище было обнесено железным ограждением и разделено на 29 кварталов с бетонными надгробиями, на которых были изображены красные звёзды. В середине кладбища располагается памятник, сооружённый из красного песчаника. С правой стороны памятника находятся православный и католический крест.